# Dioscorea multiloba
Dioscorea multiloba là một loài thực vật có hoa trong họ Dioscoreaceae. Loài này được Kunth mô tả khoa học đầu tiên năm 1850.